# Provincia de Tomina

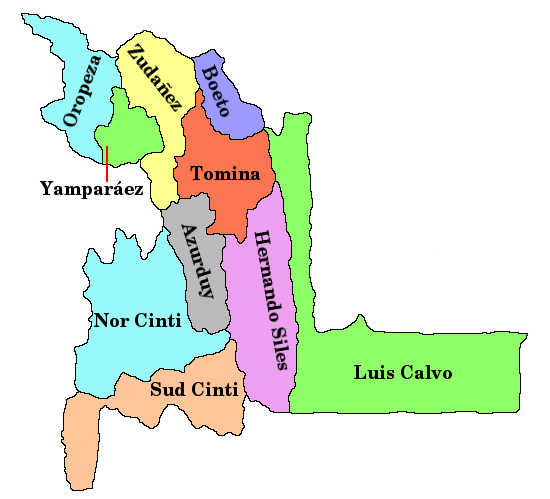
Las provincias del Departamento de Chuquisaca.

La provincia de Tomina es una provincia al sur de Bolivia, ubicada en la parte central del departamento de Chuquisaca y que tiene como capital a la localidad de Padilla. Cuenta con una población de 35 556 habitantes (INE 2012). y tiene una superficie de 3.947 km².
Se encuentra geográficamente situada en la franja subandina, a una altura media de unos 2300 m s. n. m.

## Geografía
La provincia es una de las diez provincias que componen el departamento de Chuquisaca. Limita al norte con la provincia de Belisario Boeto, al oeste con la provincia de Zudáñez, al suroeste con la provincia de Azurduy, al sureste con la provincia de Hernando Siles y al este con la provincia de Luis Calvo.

## Demografía
De acuerdo con el censo boliviano de 2024, la población de la provincia de Tomina es de 32 157 habitantes.
La población de la provincia disminuyó en una décima parte entre 1992 y 2024:
| Año  | Habitantes | Fuente |
| ---- | ---------- | ------ |
| 1992 | 35.443     | Censo  |
| 2001 | 37.482     | Censo  |
| 2012 | 35.192     | Censo  |
| 2024 | 32.157     | Censo  |

## Municipios
La provincia de Tomina está compuesta de 5 municipios, los cuales son:
- Padilla - 10.383 habitantes
- Tomina - 8.494 habitantes
- Sopachuy - 7.312 habitantes
- Villa Alcalá - 4.902 habitantes
- El Villar - 4.465 habitantes